# Antonio Catalano (1583-1666)
Ne doit pas être confondu avec Antonio Catalano (1560-1630).
Antonio (Antonino) Catalano, dit le Jeune, né à Messine vers 1583 et mort dans la même ville en 1666, est un peintre maniériste italien qui fut actif en Sicile.

## Biographie
Antonio Catalano commence à étudier le droit, mais sans grand succès, et dès son plus jeune âge, il s'oriente vers l'art de la peinture. Son père qui porte le même nom est aussi peintre. Néanmoins il se forme d'abord l'atelier des frères Francesco et Giovanni Simone Comandè, peintres de goût vénitien, puis celui d'Antonio Barbalunga, élève du Dominiquin. 
Malgré l'éclectisme de base de son style, il a toujours été influencé par la manière des frères Comandè. Sa production est sans doute vaste car Susinno affirme que « qu'il n'y a pas de quartiers de la ville où ses tableaux ne soient pas visibles. ». Néanmoins peu d' œuvres restent. Rien de son activité de portraitiste mentionné par les sources et rien de sa production en fresque. Les seules œuvres qui peuvent lui être attribuées sont celles qui ont été sauvées du tremblement de terre de décembre 1908 et qui sont conservées au Musée régional de Messine. Parmi celles-ci l'Ambasceria dei Messinesi alla Vergine (ou Madonna della sacra lettera), signée et datée de 1629, provenant de l'église des religieuses San Paolo ; un Ange gardien de l'église San Matteo ; Santa Orsola, peinte en collaboration avec Giovanni Fulco, son élève et Agostino Scilla .